# 勞校中學
勞校中學（葡萄牙語：Escola Secundária Lou Hau），前稱勞工子弟學校，是由澳門工會聯合總會於1950年創建的學校，為其工人子女的教育謀福利。學校設有中學部（位於筷子基）、小學部（位於鏡湖馬路）及幼稚園（位於林茂海邊）。 現任校監為萬群女士，校長是鄭杰釗先生，副校長為林倫偉先生、邵朝霞女士及陳嘉敬先生。“勞校中學”四字是由唐志堅校務顧問提字的。

## 學校簡史

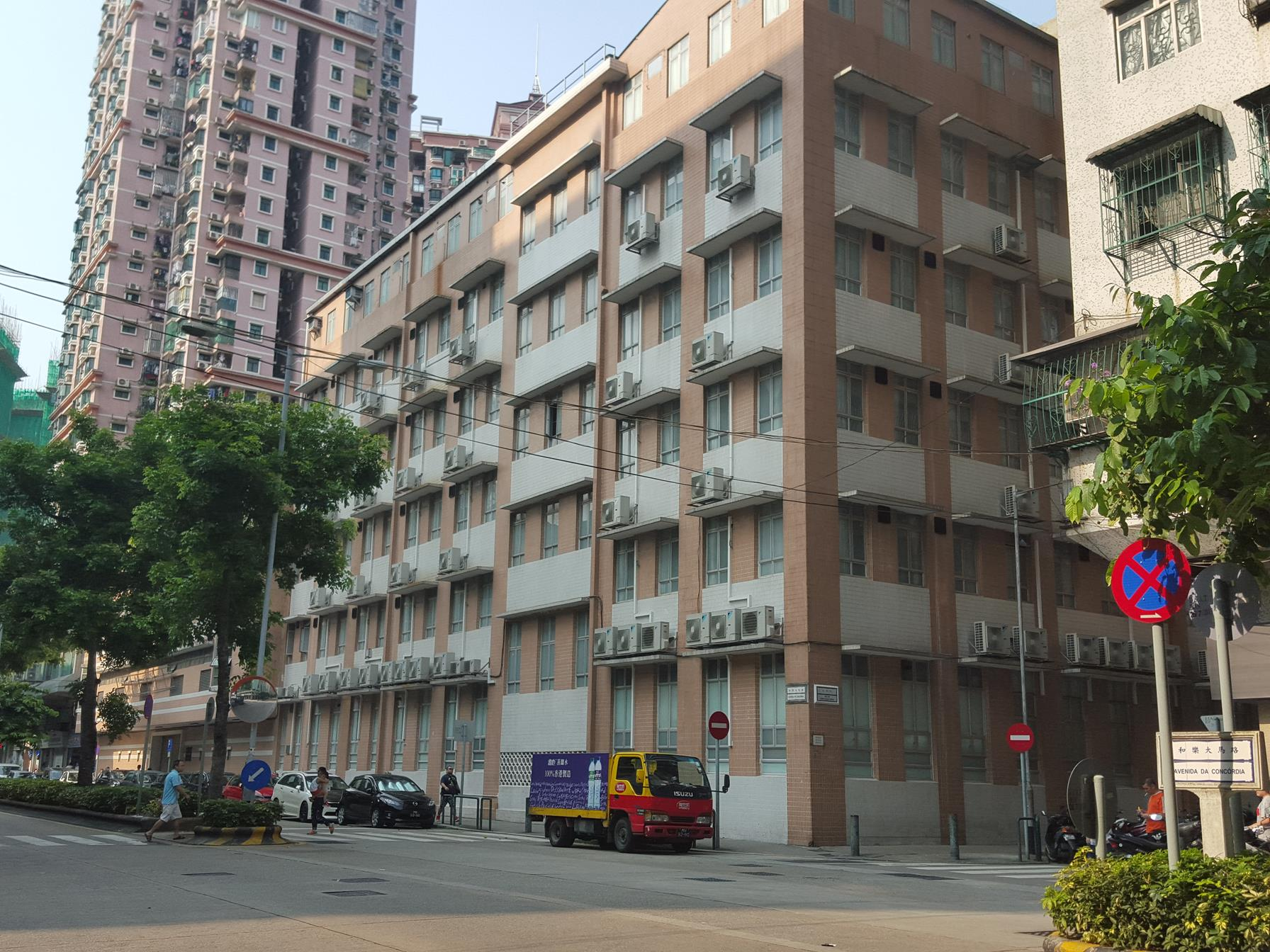
中學部校舍

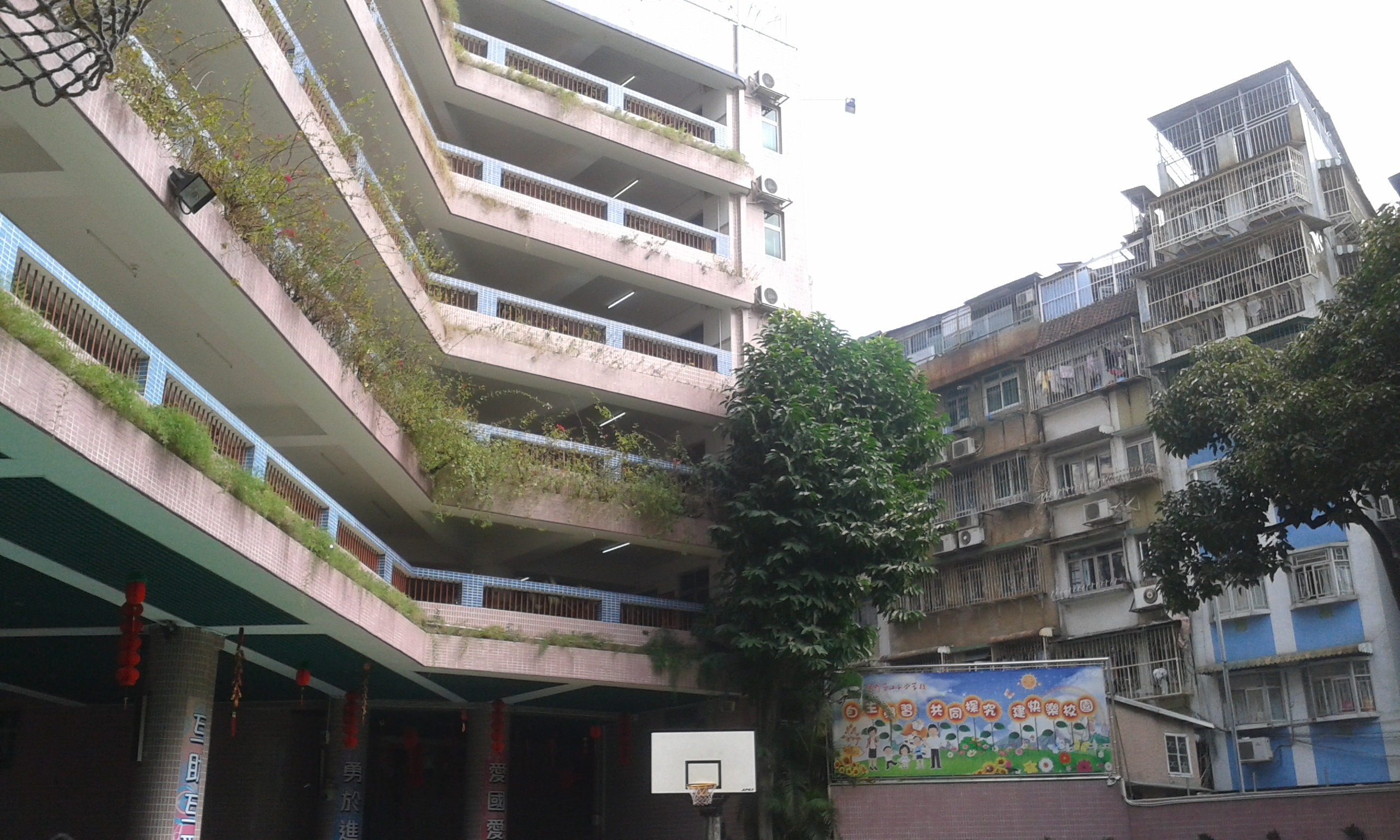
小學部內部

- 1950年，澳門經濟正處於低迷時期，百業蕭條，大量工人失業，工人子弟失學的情況嚴重。面對這種社會情況，剛成立才半年的澳門工會聯合總會向社會呼籲「救濟失學，維持就學」，倡議籌辦勞工子弟學校（以下簡稱「勞校」），得到社會各界和各業職工的熱烈響應。之後勞校第一學年小學六個級的學生開始上課了。隨後，澳門各大社團籌組了「澳門勞工教育協進會」。
- 1967年，「澳門勞工教育協進會」宣佈結束，由工聯總會作為辦校實體至今。
- 50年代後期，勞校的教育事業發展到一個新的階段。先後增設了第一、第二、第三分教處，創辦工人夜校。至60年代，勞校辦起初中。1978年再辦起高中，建成中學部獨立校舍，成為一所具備中、小、幼三學部的“一條龍”學校，學生人數增至2500多人。
- 1981年2月，率先開設電腦課程，自編了第一套電腦課本，建立了第一個電腦室。同時亦設立了電教室、語言實驗室和電化教學實驗室等，全面推行電化教育。隨後，在電腦教育及硬件設備方面，不斷革新和充實。
- 1997年，率先建立澳門第一個多媒控制中心，全面推行以電腦為主體的多媒體輔助教學系統。
- 2004年胡錦濤訪澳时曾到访该校。
- 勞校為照顧貧困學生，採用不收費或低收費、給予助學金等政策。
- 勞校家長會和校友會於1953年成立，長期參與校務管理工作，群策群力。
- 勞校中學、小學及幼稚園三部的學生共3600多人，中學部共有39個教學班，小學部共有32個教學班，幼稚園共有18個教學班。近年高中畢業生報考澳門、國內外高等院校的升大本科錄取率達99％，考取全國重點大學的錄取率亦達88％。
- 現任校長鄭杰釗先生，副校長是林倫偉先生、邵朝霞女士及陳嘉敬先生，萬群女士現擔任校務顧問。
- 2018年，勞校小學部開始拆除教學樓並興建新校舍。
- 2020年9月，勞工子弟學校正式更名為勞校中學，另外勞校小學部及幼稚園部分別改名為勞校中學附屬小學及勞校中學附屬幼稚園。

## 校訓
勞校校訓：愛祖國，勤學習，守紀律，有禮貌，講衛生。

## 著名校友
- 尹國駒：澳門商人（小學二年級）[2]
- 林玉鳳：前任澳門立法會直選議員、資深傳媒人、學者、作家和教授，她亦是河北省政協以及澳門行政長官選舉委員會委員。

## 外部連結
- 官方网站
- 勞校電視台的Facebook專頁